# Văn minh Zapotec
Nền văn minh Zapotec là một nền văn minh thời tiền Columbo bản địa phát triển mạnh mẽ trong thung lũng Oaxaca ở Trung Bộ châu Mỹ. Bằng chứng khảo cổ cho thấy văn hóa của họ tồn tại trước đây ít nhất 2.500 năm. Zapotec để lại bằng chứng khảo cổ ở thành phố cổ của Monte Albán trong các hình thức của các tòa nhà, sân bóng, ngôi mộ tráng lệ và đồ dùng chôn theo trong mộ bao gồm cả vàng trang sức chế tác tinh xảo.
Monte Albán là một trong những thành phố lớn đầu tiên ở Trung Bộ châu Mỹ và trung tâm của một nhà nước Zapotec thống trị phần lớn lãnh thổ mà ngày nay thuộc về bang của Mexico Oaxaca.
Zapotec phát triển một hệ thống lịch và một hệ thống chữ viết đặc biệt. Hệ thống này có một tự hình riêng biệt cho từng âm tiết của ngôn ngữ. Hệ thống văn bản này được cho là một trong những hệ thống chữ viết đầu tiên của Trung Mỹ và một tiền thân của những hệ thống khác được phát triển bởi người Maya, Mixtec, và nền văn minh Aztec. Tại thời điểm hiện tại, có một số tranh luận liệu các chữ tượng hình Olmec, có từ năm 650 trước Công nguyên, thực sự có được xem là một hình thức chữ viết và có trước các văn bản Zapotec lâu đời nhất có niên đại khoảng 500 TCN hay không.